# Fundació per a la Defensa de la Nació Espanyola
La Fundació per a la Defensa de la Nació Espanyola (Denaes, en castellà: Fundación para la Defensa de la Nación Española) és una organització vinculada amb el partit Vox, inscrita al Registre de Fundacions des de maig de 2006. Fins a novembre de 2014 el seu patronat va ser presidit pel seu fundador Santiago Abascal. El 2016, formaven part del seu patronat Santiago Abascal, l'Associació per a la Defensa de la Nació Espanyola, Gustavo Bueno, Ricardo Garrudo i Joaquín Robles López. El 2019, el domicili social i seu estaven ubicats al Centro Cultural Riojano a Madrid. El 2006 va presentar una querella, que seria després arxivada, contra l'actor Pepe Rubianes per delicte d'ultratge a Espanya i d'incitació a l'odi per raó d'origen.
Vinculada amb Vox, Denaes ha funcionat com a eix de xarxa per a diversos quadres polítics, periodistes i acadèmics revisionistes.
L'entitat no presenta comptes des del 2014.